# غريغ كوهلر
غريغ كوهلر هو لاعب هوكي الجليد كندي، ولد في 27 فبراير 1975 في سكاربورو، تورنتو في كندا.

## وصلات خارجية
- غريغ كوهلر على موقع دوري الهوكي الوطني (الإنجليزية)
- غريغ كوهلر على موقع قاعة مشاهير الهوكي (لاعب أن.إتش.أل) (الإنجليزية)
- غريغ كوهلر على موقع EliteProspects.com (الإنجليزية)
- غريغ كوهلر على موقع HockeyDB.com (الإنجليزية)
- غريغ كوهلر على موقع Hockey-Reference.com (الإنجليزية)